# Mariusz Gawryś
Mariusz Gawryś (ur. 1957) – polski reżyser i scenarzysta filmowy.
Absolwent Mistrzowskiej Szkoły Reżyserii Filmowej Andrzeja Wajdy w Warszawie. Laureat Nagrody za debiut reżyserski na Festiwalu Polskich Filmów Fabularnych w Gdyni.

## Filmografia
- Deszczowy żołnierz (1996) – współpraca reżyserska
- Rodzina zastępcza (1999) – pomysł serialu oraz scenariusz (odc. 1)
- Egzekutor (1999) – scenariusz
- Sztuka masażu (2006) – scenariusz, reżyseria i producent
- Sługi boże (2016) – scenariusz i reżyseria
- Sługi wojny (2019) – scenariusz i reżyseria

## Nagrody
- 1995 - Nagroda za scenariusz Pogo w Konkursie „Nowy Scenariusz”/Filmnet w Warszawie
- 1997 - Nagroda w Międzynarodowym Konkursie Scenarzystów „Equinoxe” w Paryżu za scenariusz filmu Egzekutor
- 2000 - Nagroda za scenariusz Morgen Berlin w Międzynarodowym Konkursie Scenarzystów Sundance Lab w Budapeszcie
- 2004 - Nagroda za scenariusz Zandka! Wycierać buty! w polskiej edycji konkursu Hartley-Meril
- 2006 - Nagroda za scenariusz Solo w Międzynarodowym Konkursie Scenarzystów „Equinoxe” w Paryżu
- 2006 - Nagroda za debiut reżyserski na Festiwalu Polskich Filmów Fabularnych w Gdyni za reżyserię filmu Sztuka masażu
- 2007 - Nagroda za scenariusz filmu Sztuka masażu na Koszalińskim Festiwalu Debiutów Filmowych „Młodzi i Film”